# Zahra Lachguer
Zahra Lachguer (arabisch زهرة لشكر; * 8. Juni 1978) ist eine ehemalige marokkanische Leichtathletin, die sich auf den Hürdenlauf spezialisiert hat, aber auch im Siebenkampf und im Speerwurf antrat. Ihren größten Erfolg feierte sie mit dem Sieg über 400 m Hürden bei den Afrikameisterschaften 2002 in Radès.

## Sportliche Laufbahn
Erste internationale Erfahrungen sammelte Zahra Lachguer vermutlich im Jahr 1995, als sie bei den Juniorenafrikameisterschaften in Bouaké in 63,16 s die Silbermedaille im 400-Meter-Hürdenlauf gewann und sich im Speerwurf mit 38,92 m die Bronzemedaille sicherte. 1997 belegte sie bei den Mittelmeerspielen in Bari in 59,63 s den sechsten Platz über 400 m Hürden und gelangte mit der marokkanischen 4-mal-400-Meter-Staffel mit 3:43,01 min auf Rang fünf. Anschließend gewann sie bei den Panarabischen Spielen in Beirut in 60,13 s die Silbermedaille im Hürdenlauf hinter ihrer Landsfrau Nadia Zétouani und im Speerwurf gewann sie mit 38,76 m die Silbermedaille hinter der Libanesin Saoud al-Hariss. Im Jahr darauf belegte sie bei den Afrikameisterschaften in Dakar in 57,41 s den fünften Platz über 400 m Hürden und 1999 schied sie bei der Sommer-Universiade in Palma mit 65,17 s im Vorlauf aus. Anschließend siegte sie in 60,62 s bei den Panarabischen Spielen in Irbid. 2002 gewann sie bei den Afrikameisterschaften in Radès in 57,91 s die Goldmedaille über 400 m Hürden und anschließend belegte sie beim IAAF World Athletics Final in Madrid in 59,14 s den achten Platz. Im Jahr darauf schied sie bei den Studentenweltspielen in Daegu mit 59,01 s im Vorlauf aus und 2004 gewann sie bei den Afrikameisterschaften in Brazzaville in 57,12 s die Bronzemedaille hinter der Südafrikanerin Surita Febbraio und Mame Tacko Diouf aus dem Senegal. Zudem belegte sie mit der Staffel in 3:44,16 min den fünften Platz. Anschließend gewann sie bei den Panarabischen Spielen in Algier in 58,20 s die Bronzemedaille im Hürdenlauf hinter ihrer Landsfrau Nezha Bidouane und Houria Moussa aus Algerien und im Siebenkampf gewann sie mit 4965 Punkten die Bronzemedaille hinter der Algerierin Sarah Bouaoudia und Imen Chatbri aus Tunesien. 2005 verpasste sie bei den Mittelmeerspielen in Almería mit 58,92 s den Finaleinzug über 400 m Hürden.

## Persönliche Bestleistungen
- 400 m Hürden: 57,12 s, 16. Juli 2004 in Brazzaville
- Speerwurf: ?
- Siebenkampf: 4715 Punkte, 27. Mai 1999 in Algier